# Sven Bender
Sven Bender (* 27. April 1989 in Rosenheim) ist ein ehemaliger deutscher Fußballspieler und heutiger Fußballtrainer. Er begann seine Karriere im Herrenbereich beim TSV 1860 München in der 2. Bundesliga. 2009 ging er in die Bundesliga zu Borussia Dortmund. Für die Schwarz-Gelben spielte er acht Jahre und erarbeitete sich durch seine Spielweise und seinen Einsatz für die Mannschaft ein hohes Ansehen in der Anhängerschaft des Vereins. Zwischen 2017 und 2021 stand er bei Bayer 04 Leverkusen unter Vertrag. Dort spielte er – wie bereits in München und während der gemeinsamen Jugendzeit – mit seinem eineiigen Zwillingsbruder Lars zusammen. Sven Bender wurde insbesondere in den ersten Jahren im defensiven Mittelfeld eingesetzt, agierte aber die längste Zeit in seiner Karriere hauptsächlich als Innenverteidiger. Er lief 265 Mal in der Bundesliga auf. Nach dem Ende seiner Profifußballkarriere ging er in den Amateursport zu einem Fußballverein in Brannenburg.
Für die deutsche Nationalmannschaft spielte er von 2011 bis 2013 in sieben Partien. Mit der deutschen Olympiaauswahlmannschaft nahm er am Fußballturnier der Sommerspiele 2016 in Brasilien teil, wobei sich die Mannschaft die Silbermedaille erspielte.
Nach dem Ende seiner aktiven Zeit im professionellen Bereich wurde Bender Trainer und im Juni 2022 vom Deutschen Fußball-Bund zum Co-Trainer der deutschen U16-Nationalmannschaft ernannt. Im Januar 2024 übernahm er für den Rest der Saison einen Assistenztrainerposten bei Borussia Dortmund, ehe er im Sommer 2024 als Co-Trainer zu seinem ehemaligen Jugendverein SpVgg Unterhaching wechselte, dessen Cheftrainer er seit März 2025 ist.

## Herkunft und Ausbildung
Der Sohn eines Zollbeamten aus Rosenheim ist der eineiige und jüngere Zwillingsbruder von Lars Bender, der ebenfalls Fußballprofi wurde. Beide wuchsen in Brannenburg bei Rosenheim auf, absolvierten die Mittlere Reife und brachen auf Grund ihrer Sportlerkarriere eine Kaufmannslehre ab.
Die Benders zählten Piotr Nowak und Abédi Pelé, die beide in den 1990er Jahren beim TSV 1860 München aktiv waren, zu ihren Idolen. Sie sind das 14. Brüderpaar, das in der deutschen Fußballnationalmannschaft spielte (einschließlich der DDR-Auswahl).

## Sportliche Laufbahn

### Vereinskarriere
Bender begann mit vier Jahren beim TSV Brannenburg mit dem Fußballspielen und wechselte mit zehn Jahren zur SpVgg Unterhaching und 2002 zum TSV 1860 München. Er wurde in der Saison 2005/06 mit der U17 des TSV 1860 München Deutscher Meister. In der Saison 2006/07 gehörte er zwar nominell zum Profikader des TSV, spielte aber vorrangig bei der U23 in der Regionalliga Süd. Dort spielte er bis 2007 16-mal und erzielte ein Tor. Seinen Einstand im Profifußball gab Bender am 18. Dezember 2006 beim Heimspiel gegen den FC Erzgebirge Aue in der 2. Bundesliga. Im November 2007 wurde die Laufzeit von Benders Vertrag bis 2011 verlängert. Er kam bei 1860 auf 65 Einsätze in der 2. Bundesliga, wobei er ein Tor erzielte.
Im Sommer 2009 wechselte Bender zu Borussia Dortmund. Dort gab er sein Bundesligadebüt am 19. September 2009 in Hannover (1:1). Danach etablierte er sich durch den verletzungsbedingten Ausfall von Kapitän Sebastian Kehl unter Trainer Jürgen Klopp als Stammspieler im defensiven Mittelfeld. Sein erstes Bundesligator für den BVB schoss er am 12. Februar 2011 im Spiel gegen den 1. FC Kaiserslautern. Mit Borussia Dortmund wurde er in der Saison 2010/11 erstmals Deutscher Meister und verteidigte den Titel in der Folgesaison. Im selben Jahr gewann er mit der Mannschaft auch noch den DFB-Pokal.
Ebenfalls stand er im Finale der Champions League 2013 im Londoner Wembley-Stadion auf dem Platz.
2013 gewann Bender mit Borussia Dortmund den DFL-Supercup, welcher im folgenden Jahr verteidigt wurde. 2017 konnte er mit dem BVB zum zweiten Mal in seiner Karriere den DFB-Pokal holen. Mediale Aufmerksamkeit erhielt Sven Bender, als er im Halbfinale gegen den FC Bayern München einen Ball, der in das Tor des BVB gegangen wäre, spektakulär noch von der Linie schlagen konnte.
Sein letzter Vertrag bei Borussia Dortmund hatte ursprünglich eine Laufzeit bis zum 30. Juni 2021. Aber den erfüllte er nicht bis zum Ende. Am 13. Juli 2017 wechselte er nach 158 Einsätzen im Oberhaus für den BVB innerhalb der Bundesliga zu Bayer 04 Leverkusen und traf dort auf seinen Zwillingsbruder Lars, der von 2015 bis 2020 Kapitän der Mannschaft war.
In der Saison 2019/20 erreichte Bender mit Bayer 04 Leverkusen das DFB-Pokal-Finale, welches zuvor aufgrund der COVID-19-Pandemie zeitlich verschoben werden musste und vor leeren Rängen im Berliner Olympiastadion stattfand. Das Spiel gegen den FC Bayern München ging mit 2:4 verloren.
Er erklärte im Dezember 2020, seinen im Juni 2021 auslaufenden Vertrag mit den Leverkusenern nicht zu verlängern und gemeinsam mit seinem Bruder Lars, dessen Vertrag ebenfalls zu diesem Zeitpunkt endete, im Alter von 32 Jahren ihre aktiven Karrieren aus gesundheitlichen Gründen zu beenden. Sein letztes Spiel als Profifußballspieler absolvierte er an seiner langjährigen Wirkungsstätte am letzten Spieltag der Saison 2020/21 bei der 1:3-Niederlage im Signal-Iduna-Park gegen den BVB. Obwohl mit Charles Aránguiz der etatmäßige Mannschaftskapitän wie Bender selbst in der Startaufstellung aufgeboten wurde, übernahm Bender die Funktion des Spielführers der Leverkusener. Zum Spielende wurde er für seinen Bruder Lars ausgewechselt.
Zur Saison 2021/22 kehrten die Bender-Brüder zu ihrem Heimatverein TSV Brannenburg in die neuntklassige Kreisklasse 1 zurück. Sven Bender absolvierte im Jahr 2021 13 Partien für die Brannenburger, nach dem Jahreswechsel kam er nicht mehr zum Einsatz. Er erzielte ein Tor und bereitete vier weitere vor; seine Mannschaft beendete die Saison auf dem sechsten Tabellenplatz. In seiner zweiten Saison spielte Bender häufiger, kam auf 17 Einsätze und 16 Torbeteiligungen (9 Tore, 7 Vorlagen). Der TSV Brannenburg wurde Erster in der Liga und stieg am Saisonende in die achtklassige Kreisliga auf.

### Auswahleinsätze

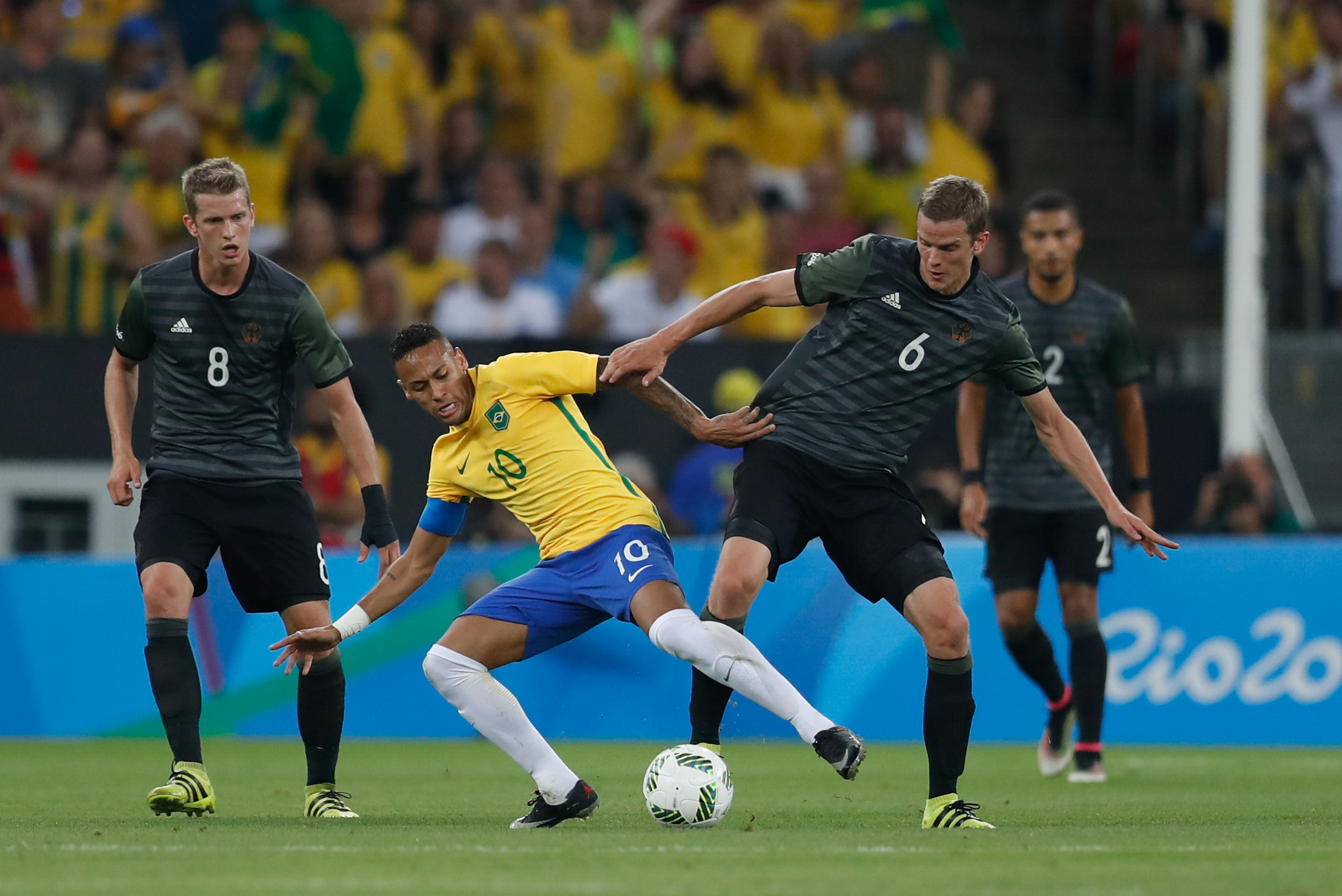
Sven Bender (2. v. r.) im Zweikampf mit Neymar im Finalspiel gegen Brasilien bei den Olympischen Spielen 2016, links im Bild sein Bruder Lars

Bender nahm mit der deutschen U17-Nationalmannschaft an der EM 2006 in Luxemburg teil, bei der die deutsche Auswahl den vierten Platz erreichte. 2008 stand er im deutschen Kader der U19-Europameisterschaft in Tschechien, bei der die Mannschaft den Titel errang.
Am 4. Februar 2011 wurde er erstmals von Bundestrainer Joachim Löw in den Kader der A-Auswahl für das Freundschaftsspiel gegen Italien berufen. Sein Länderspiel-Debüt absolvierte er am 29. März 2011 bei der 1:2-Niederlage im Freundschaftsspiel gegen Australien, in dem er über die volle Spielzeit eingesetzt wurde. Für die EM 2012 wurde er in den vorläufigen Kader berufen, im endgültigen Aufgebot im Gegensatz zu seinem Bruder jedoch nicht berücksichtigt. Seine letzten beiden von insgesamt sieben Länderspielen bestritt Sven Bender im November 2013.
Am 15. Juli 2016 wurde er in den Kader des DFB für die Olympischen Sommerspiele 2016 in Rio de Janeiro berufen. Beim dortigen Turnier gewann Bender mit dem deutschen Team die Silbermedaille nach der Niederlage im Finale gegen Brasilien nach Elfmeterschießen. Zusammen mit der deutschen Fußballolympiamannschaft erhielt er am 1. November 2016 das Silberne Lorbeerblatt.

## Laufbahn als Trainer
Im Juni 2022 beförderte der Deutsche Fußball-Bund Bender zum neuen Assistenztrainer der U16-Nationalmannschaft Deutschlands. Zum 1. Januar 2024 kehrte Bender zu Borussia Dortmund zurück und wurde gemeinsam mit einem weiteren Ex-Spieler des BVB, Nuri Şahin, Assistenztrainer von Edin Terzić.
Zur Saison 2024/25 kehrte Bender zur SpVgg Unterhaching zurück und wurde Co-Trainer von Marc Unterberger. Anfang Dezember 2024 übernahm er die Drittligamannschaft nach der Trennung von Unterberger bis zur Winterpause interimsweise, als man nach dem 16. Spieltag mit 13 Punkten auf dem vorletzten Platz stand und sechs Punkte Rückstand auf einen Nicht-Abstiegsplatz hatte. Unter seiner Regie holte die Mannschaft einen Punkt aus drei Spielen. Anschließend kehrte er unter Heiko Herrlich auf die Co-Trainer-Position zurück. Da Bender nicht die Pro Lizenz besitzt, hätte der Verein für jedes weitere Spiel unter seiner Leitung eine Strafe zahlen müssen. Nach nur fünf Punkten aus neun Spielen trennte sich der Verein während der Länderspielpause im März 2025 einen Tag vor dem Halbfinale im bayerischen Landespokal wieder von Herrlich, woraufhin Bender zum zweiten Mal Interimstrainer wurde. Die Spielvereinigung stand zu diesem Zeitpunkt mit 19 Punkten abgeschlagen auf dem letzten Platz und hatte – bei einem Spiel weniger als die Konkurrenz – 16 Punkte sowie ein deutlich schlechteres Torverhältnis Rückstand auf den ersten Nicht-Abstiegsplatz. Anfang April 2025 berief der Verein den bisherigen U16-Trainer Witali Matwienko, der zu diesem Zeitpunkt in seiner Heimat Georgien den Lehrgang zur Pro-Lizenz absolvierte, als Lizenzhalter in den Trainerstab. Noch im selben Monat stand vorzeitig der Abstieg in die Regionalliga Bayern fest. Die Saison beendete man schließlich mit 25 Punkten auf dem letzten Platz, wobei der Rückstand auf das rettende Ufer 21 Punkte betrug.
Vor der Saison 2025/26 wurde Bender als Cheftrainer bestätigt. In der Regionalliga ist die Pro-Lizenz nicht erforderlich.

## Erfolge

### Vereinsmannschaften
Borussia Dortmund
- Deutscher Meister: 2011, 2012
- Deutscher Pokalsieger: 2012, 2017
- Deutscher Supercupsieger: 2013, 2014

TSV 1860 München
- Deutscher B-Junioren-Meister: 2006

### Nationalmannschaft
- U19-Europameister: 2008
- Olympische Silbermedaille: 2016

### Auszeichnungen
- Preisträger der Fritz-Walter-Medaille in Bronze 2006 (U17)
- Mannschaft des Jahres: 2011 (als Spieler von Borussia Dortmund)
- U19-EM Golden Player Award: 2008

## Trivia
Bender erhielt während seiner Zeit bei Borussia Dortmund den Spitznamen „Manni“, angelehnt an den bekannten Fußballer Manfred „Manni“ Bender.
Außerdem wird er auch „Iron-Manni“ genannt (wegen seiner kampfbetonten, aber trotzdem meistens fairen Spielweise). Dieser Kosename entstand nach einer Heimpartie Borussia Dortmunds gegen die SSC Neapel in der Champions League. Im Spielverlauf brach sich Bender die Nase, spielte aber bis zum Schluss weiter und verschliss aufgrund anhaltender Blutungen mehrere Trikots.
Kein Bundesligaspieler wurde je so häufig in der ersten Halbzeit oder zur Pause ausgewechselt wie Sven Bender (30, Stand: Karriereende). Bis zum 9. Spieltag der Saison 2019/20 waren es 27 Auswechslungen vor oder mit dem Halbzeitpfiff und damit eine mehr als bei Olaf Thon und Martin Wagner (je 26).